# HD 87427
HD 87427，又名CD-23 8973，SAO 178367、HR 3965，是一颗恒星，视星等为5.7，位于銀經261，銀緯24.68，其B1900.0坐标为赤經9h 59m 43.8s，赤緯-23° 24.68′ 5″。